# National Historic Landmark
Pour les articles homonymes, voir NHL.
Cet article concerne les lieux historiques aux États-Unis. Pour une notion analogue dans les autres pays, voir Monument historique.
 (août 2014).
Aux États-Unis, un National Historic Landmark (NHL), en français « site historique national », est un lieu officiellement considéré comme ayant un intérêt historique de portée nationale. En 2003, ils étaient moins de 2 500, soit environ 4 % des sites inscrits au Registre national des lieux historiques (National Register of Historic Places ; NRHP). Les National Historic Landmarks ne sont pas réellement des monuments protégés : la loi fédérale ne donne aucune obligation spécifique au propriétaire. En revanche, les aides fédérales peuvent être accompagnées de diverses obligations de mise en valeur. Les autorités locales peuvent également prendre des mesures pour la préservation des landmarks.

## Choix des lieux
Les National Historic Landmarks sont choisis par le secrétaire à l'Intérieur sur avis du National Park Service, qui est chargé de la gestion des sites. Les lieux susceptibles d'être choisis sont :
- ceux où se sont produits des événements historiques nationaux ;
- ceux où ont vécu ou travaillé des personnages célèbres ;
- ceux qui incarnent des idéaux qui ont donné forme à la nation ;
- les constructions remarquables ;
- les emplacements qui caractérisent un certain mode de vie ;
- les sites archéologiques riches en information.

Travaillant avec les citoyens, le programme du National Historic Landmarks dresse ses projets sous l'expertise du National Park Service qui est chargé de sélectionner les nouveaux monuments et d'entretenir les monuments historiques existants.
Il existe également une association, la National Historic Landmark Stewards Association, qui travaille à préserver, protéger et promouvoir ces monuments historiques.

## Liste des monuments historiques par État (décembre 2004)
Cette liste n'est pas exhaustive.

### Alabama (36)
- Battleship Memorial Park :
  - USS Alabama (BB-60)
  - USS Drum (SS-228)
- National Park System :
  - Horseshoe Bend National Military Park
  - Russell Cave National Monument
  - Tuskegee Airmen National Historic Site
  - Tuskegee Institute National Historic Site

### Alaska (48)

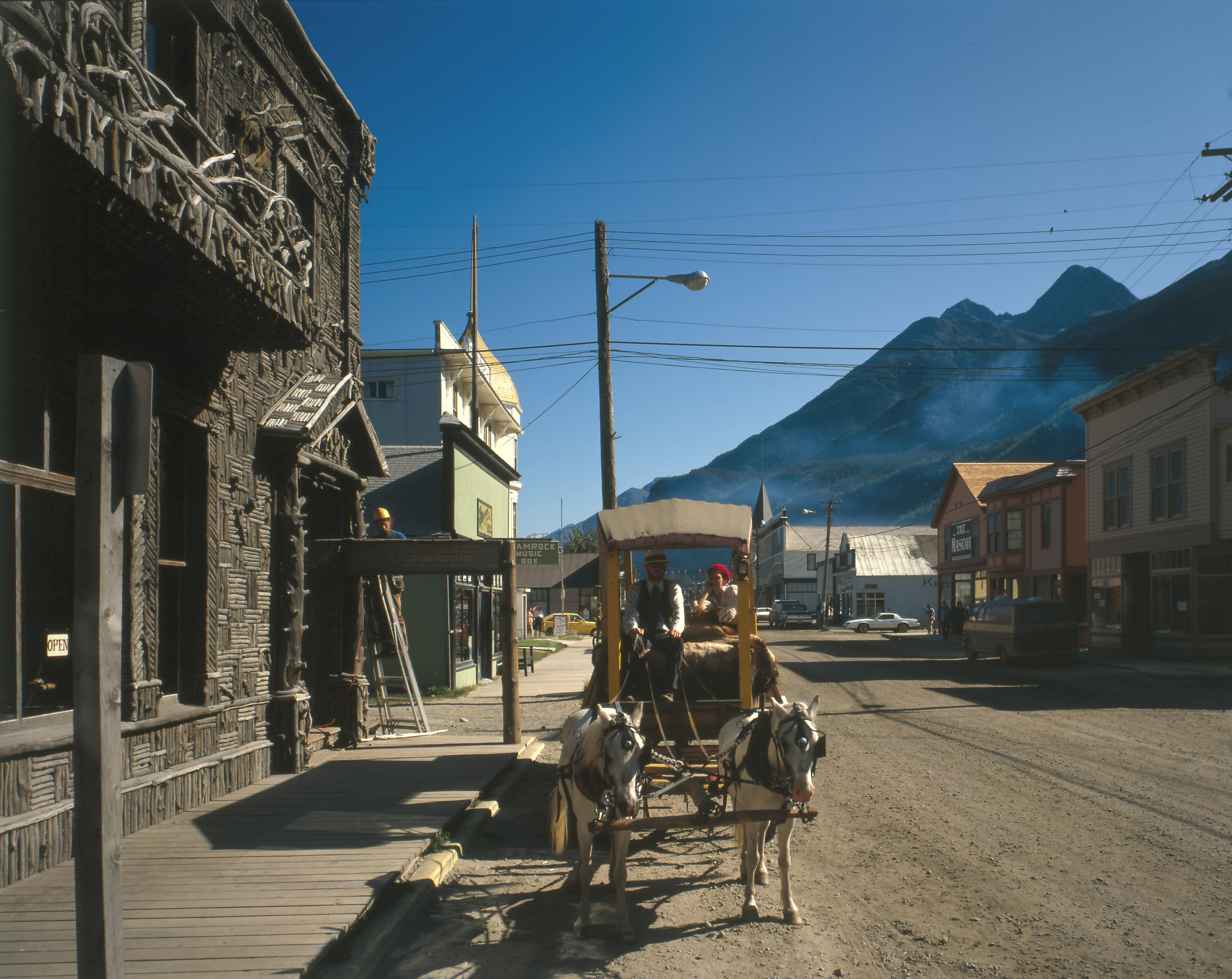
Broadway avenue, Skagway

- Église de la Sainte-Ascension, Unalaska
- Eagle quartier historique
- Holy Assumption Orthodox Church - Kenai
- Kake Cannery
- Kennecott Mines
- New Russia Site - Yakutat
- Russian American Building #29 - Sitka
- Russian American Magazin - Kodiak
- Russian Bishop's House - Sitka
- Sheldon Jackson School - Sitka
- Skagway quartier historique
- St. Michael's Cathedral - Sitka

### Arizona (39)

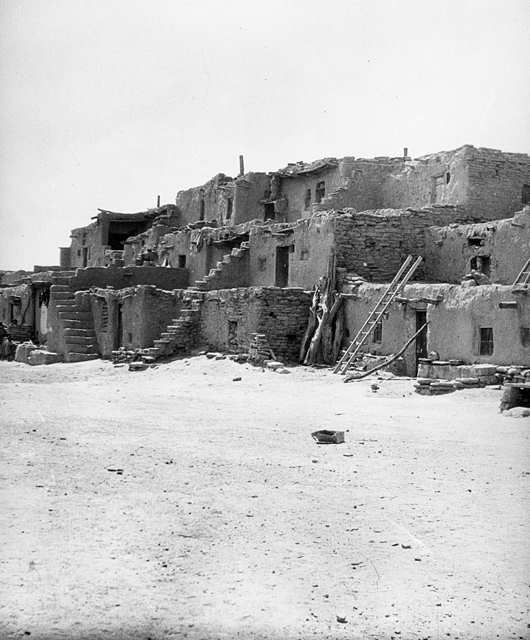
Old Oraibi

- Hoover Dam (Barrage Hoover)
- Old Oraibi, Comté de Navajo

### Arkansas (16)
- Fort Smith - Fort Smith
- Little Rock Central High School

### Californie (130)
- Alcatraz - San Francisco
- Balboa Park - San Diego
- Balboa Pavilion - Newport Beach

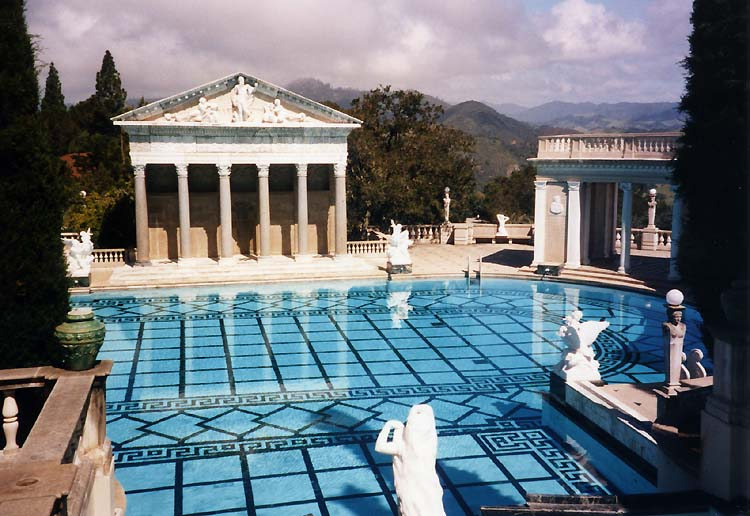
Piscine de Neptune, Hearst Castle.

- Balclutha (bateau) - San Francisco
- Bank of Italy Building - San Francisco
- Bradbury Building - Los Angeles
- C.A. Thayer (ship) - San Francisco
- Cathedral Basilica of St. Joseph - San José
- Donner Camp - Truckee
- Gamble House - Pasadena
- Hearst Castle - San Simeon
- USS Hornet (porte-avions) - Alameda
- SS John W. Brown - San Francisco
- John Muir House - Martinez
- Lake Merritt réserve d'oiseaux sauvages - Oakland
- SS Lane Victory - Los Angeles
- Locke quartier historique
- Los Alamos Ranch House
- Los Angeles Memorial Coliseum - Los Angeles
- Mission Inn - Riverside
- Lieu de naissance de Richard Nixon - Yorba Linda
- Rose Bowl Stadium - Pasadena
- Watts Towers - Los Angeles

### Caroline du Nord (38)
- Domaine Biltmore, Asheville
- Phare du cap Hatteras, Buxton
- Duke Homestead and Tobacco Factory, Durham
- USS Monitor shipwreck (cuirassé à coque en fer), comté de Dare
- Palais de justice du comté de Chowan, Edenton
- USS North Carolina (cuirassé), Wilmington
- Pinehurst Resort
- Wright Brothers National Memorial Visitor Center, Kill Devil Hills

### Caroline du Sud (76)
- Beaufort Historic District
- Plantation de Borough House
- USS Clamagore (sous-marin), Patriot's Point, Mount Pleasant
- USCGC Ingham (Coast Guard cotre), Patriot's Point, Mount Pleasant
- USS Laffey (destroyer), Patriot's Point, Mount Pleasant
- USS Yorktown (porte-avions), Patriot's Point, Mount Pleasant

### Colorado (18)
- Centre d'informations touristiques de Beaver Meadows, Parc national de Rocky Mountain
- Chemin de fer de Durango à Silverton
- Colorado Fuel and Iron Company Administration Complex
- District historique de Cripple Creek
- Leadville quartier historique
- Philadelphia Toboggan Company Carrousel #6 - Burlington
- Pikes Peak - Colorado Springs
- Silverton quartier historique
- Telluride quartier historique

### Connecticut (60)
- Bush-Holley House - Greenwich
- Connecticut Hall, université Yale - New Haven
- Capitole de l'État du Connecticut - Hartford
- Hill-Stead Museum - Farmington
- Litchfield quartier historique
- Lockwood-Mathews Mansion - Norwalk
- Mark Twain Home - Hartford
- USS Nautilus sous-marin nucléaire - Groton
- New Haven quartier historique
- Yale Bowl - New Haven

### Dakota du Nord (4)
- Fort Union Trading Post, comté de Williams

### Dakota du Sud (15)
- Deadwood Historic District

### Delaware (11)
- Cour de justice de New Castle
- Quartier historique de New Castle

### Géorgie (46)
- Jekyll Island, comté de Glynn
- Martin Luther King, Jr. Historic District, Atlanta
- Fox Theatre, Atlanta (Géorgie)
- Springer Opera House, Columbus

### Hawaï (32)
- Commander in Chief Pacific Fleet Headquarters - Pearl Harbor - créé en 1987
- Cook Landing Site - comté de Kauai - créé en 1962
- Falls of Clyde - comté d'Honolulu - créé en 1989
- Hickam Field - Hickam Air Force Base - créé en 1985
- Hokukano-Ualapue Complex - Molokai - créé en 1962
- Honokohau Settlement - Comté d'Hawaï - créé en 1962
- Huilua Fishpond - Honolulu - créé en 1962
- Palais ʻIolani - Honolulu - créé en 1962
- Kalaupapa Leprosy Settlement - Kalaupapa - créé en 1976
- Kamakahonu - Kailua-Kona - créé en 1962
- Kaneohe Naval Air Station - Kaneohe - créé en 1987
- Kaunolu Village Site - Lanai - créé en 1962
- Kawaiahao Church and Mission Houses - Honolulu - créé en 1962
- Keauhou Holua Slide - Keauhou - créé en 1962
- Lahaina Historic District - Lahaina - créé en 1962
- Loaloa Heiau - comté de Maui - créé en 1962
- Mauna Kea Adz Quarry - comté d'Hawaï - créé en 1962
- Mookini Heiau - comté d'Hawaï - créé en 1962
- Old Sugar Mill of Koloa - Koloa - créé en 1962
- Opana Radar Site - comté d'Honolulu - créé en 1994
- Palm Circle - Honolulu - créé en 1987
- Piilanihale Heiau - comté de Maui - créé en 1964
- Pu'u O Mahuka Heiau - comté d'Honolulu - créé en 1962
- Pu'ukohola Heiau - comté d'Hawaï - créé en 1962
- Russian Fort - comté de Kauai - créé en 1962
- South Point Complex - comté d'Hawaï - créé en 1962
- United States Naval Base, Pearl Harbor - Pearl Harbor - créé en 1964
- USS Arizona - Pearl Harbor - créé en 1989
- USS Bowfin - Pearl Harbor - créé en 1986
- USS Utah - Pearl Harbor - créé en 1989
- Waialua Complex of Heiaus - comté de Kauai - créé en 1962
- Wheeler Field - comté d'Honolulu - créé en 1987

### Idaho (10)
- surgénérateur expérimental No. 1, comté de Butte

### Illinois (81)
- Adler Planetarium, Chicago

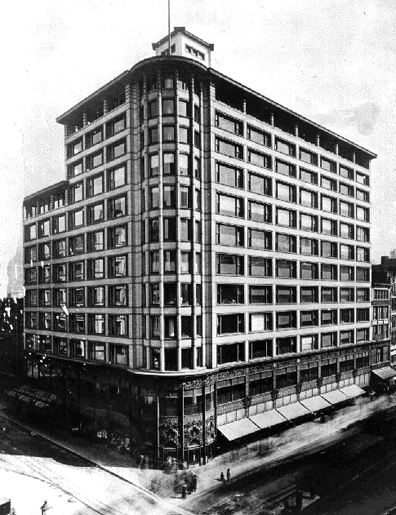
Photographie du bâtiment Carson, Pirie, Scott and Company Building en 1900 à Chicago

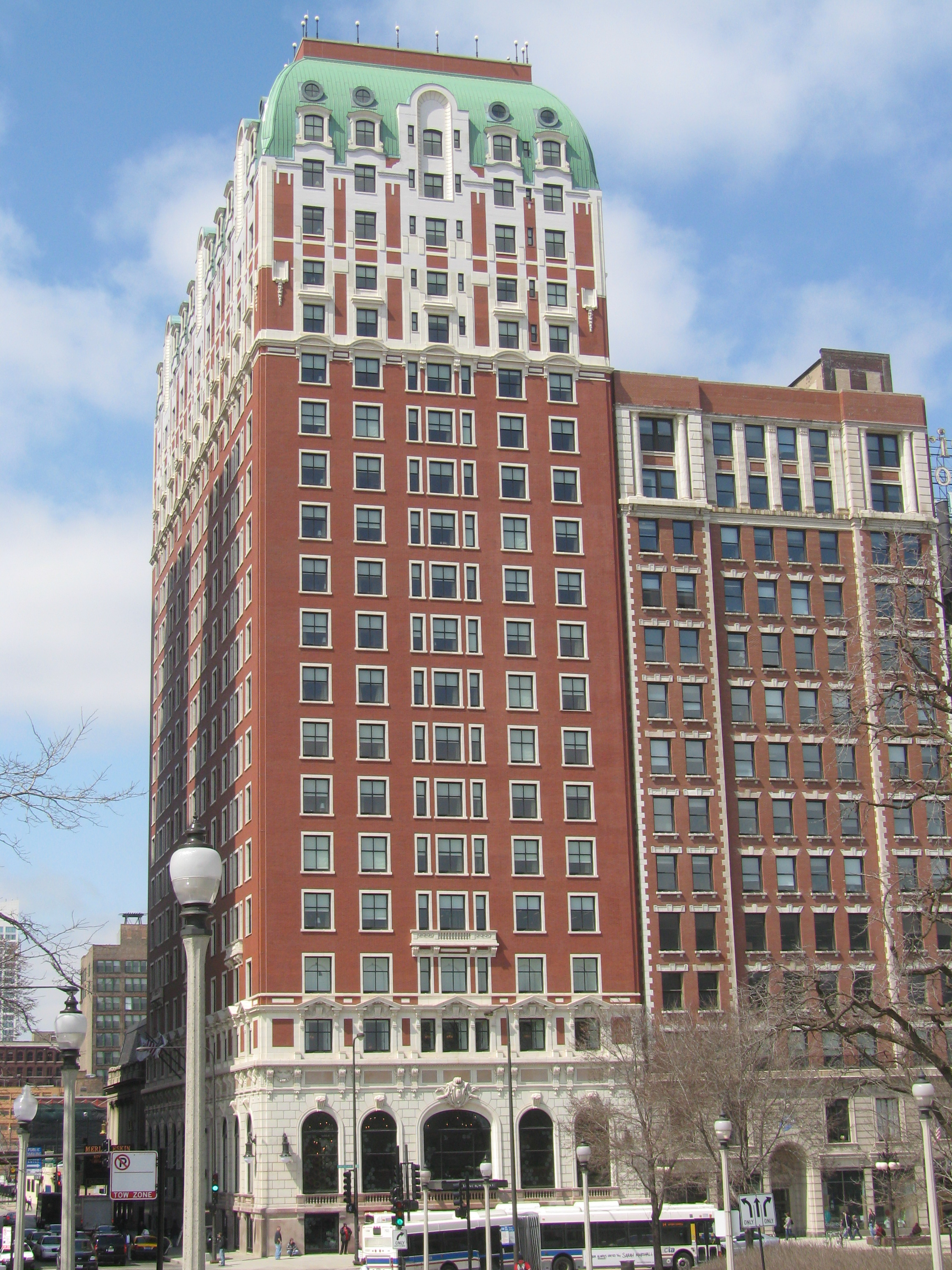
Le Blackstone Hotel à Chicago

- Cahokia Mounds, comté de Saint Clair
- Magasin Carson, Pirie, Scott and Company Building, Chicago
- Chicago Board of Trade, Chicago
- Columbus Park (en), Chicago
- Charles G. Dawes House, Evanston
- John Deere Home and Shop, comté d'Ogle
- Jean Baptiste Pointe du Sable Homesite, Chicago
- Fort Sheridan Historic District, comté de Lake
- Ulysses S. Grant Home, Galena
- Hull House, Chicago
- Canal Illinois et Michigan Locks and Towpath, Comté de Will
- Abraham Lincoln Home, Springfield
- Lincoln Tomb, Springfield
- Marshall Field Company Store, Chicago
- Mazon Creek Fossil Beds, comté de Grundy
- Montgomery Ward Company Complex, Chicago
- Morrow Plots, université de l'Illinois, Urbana
- Vieux village Kaskaskia, comté de LaSalle
- Quartier historique de Nauvoo
- Orchestra Hall, Chicago
- Maison de Oscar Stanton De Priest, Chicago
- Quartier historique de Pullman, Chicago
- Quartier historique de Riverside Historic District
- Frederick C. Robie House, Chicago
- Rock Island Arsenal, Rock Island
- Sears, Roebuck and Company, Chicago
- Aquarium John G. Shedd, Chicago
- Site of the First Self-Sustaining Nuclear reaction, Chicago
- Starved Rock, comté de LaSalle
- U-505 German U-Boat, Musée des sciences et de l'industrie, Chicago
- Old Stone Gate, Chicago Union Stock Yards
- Observatoire de l'université de l'Illinois, Urbana
- Maison et studio de Frank Lloyd Wright, Oak Park

### Indiana (36)
- Auburn Cord Duesenberg Automobile Facility, Auburn
- Maison de Thomas Gaff (Hillforest), Aurora
- Cannelton Cotton Mill, Cannelton
- First Baptist Church par Harry Weese, Columbus
- First Christian Church par Eliel Saarinen, Columbus
- Irwin Union Bank par Eero Saarinen, Dan Kiley, Kevin Roche, Columbus
- Mabel McDowell School par John Carl Warnecke, Columbus
- Miller House, résidence de J. Irwin Miller par Eero Saarinen et Dan Kiley, Columbus
- North Christian Church (congregation fondée en 1955), dessinée par Eero Saarinen en 1964, Columbus
- General Lew Wallace Study, Crawfordsville
- Fort Wayne
- Cour de justice du comté d'Allen
- Maison de Levi Coffin, Fountain City
- Maison de Benjamin Harrison, Indianapolis
- Carrousel du Broad Ripple Park, Indianapolis
- Butler University Fieldhouse, Indianapolis
- Indiana World War Memorial Plaza, Indianapolis
- Indianapolis Motor Speedway, Indianapolis
- Maison de James Whitcomb Riley, Indianapolis
- Madam C. J. Walker Manufacturing Company, Indianapolis
- Oldfields, Indianapolis

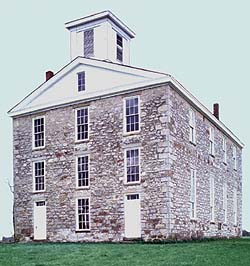
Eleutherian College and Chapel Building, Lancaster, IN

- Eleutherian College, Lancaster (comté de Jefferson)
- Spencer Park Denzel Carousel, Logansport
- Maison de Charles Shrewsbury, Madison
- Lanier Mansion, Madison:
- Maison de Marie Webster, Marion
- New Harmony Historic District, New Harmony
- Quartier d'hiver du Wallace Circus, Peru
- Joseph Bailly Homestead, comté de Porter
- Maison de Clement Studebaker, South Bend
- Maison d'enfance d'Abraham Lincoln, comté de Spencer
- Maison d'Eugene V. Debs, Terre Haute
- Tippecanoe Battlefield, comté de Tippecanoe
- Angel Mounds, comté de Vanderburgh
- Donald B., Vevay
- Grouseland, Vincennes
- West Baden Springs Hotel, West Baden Springs

### Iowa (23)
- Colonies Amana
- Julien Dubuque Bridge
- Shot Tower, Dubuque (Iowa)

### Kansas (23)
- Fort Leavenworth, comté de Leavenworth
- Fort Scott, comté de Bourbon
- Shawnee Mission, Fairway

### Kentucky (30)
- Churchill Downs - Louisville

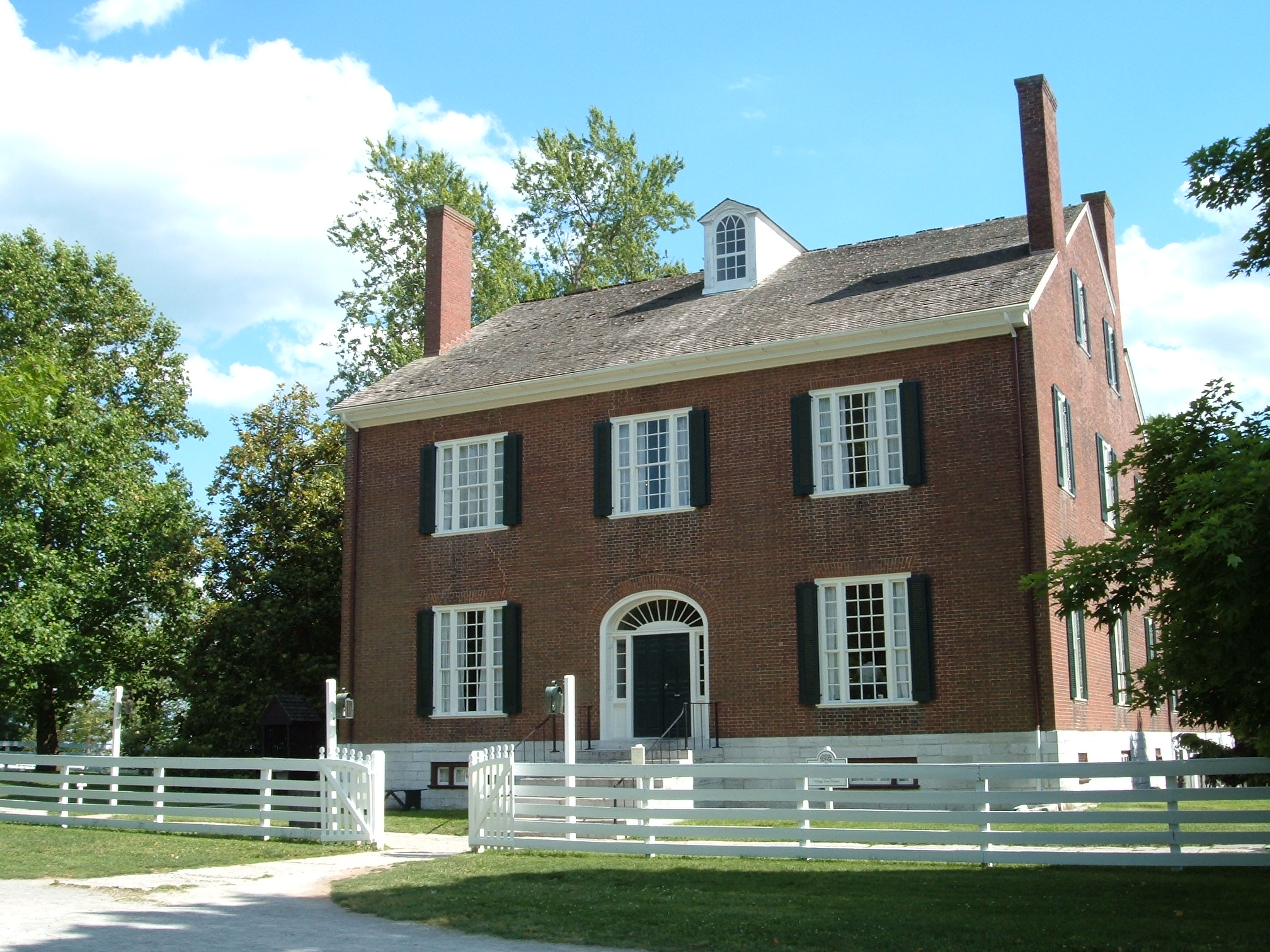
Trustees House au Shaker Village (Pleasant Hill), Kentucky

- Village Shaker à Pleasant Hill, près de Harrodsburg
- Milliken Memorial Community House, près de Elkton (Kentucky)

### Louisiane (54)
- Acadian House - St. Martinville
- The Cabildo - La Nouvelle-Orléans

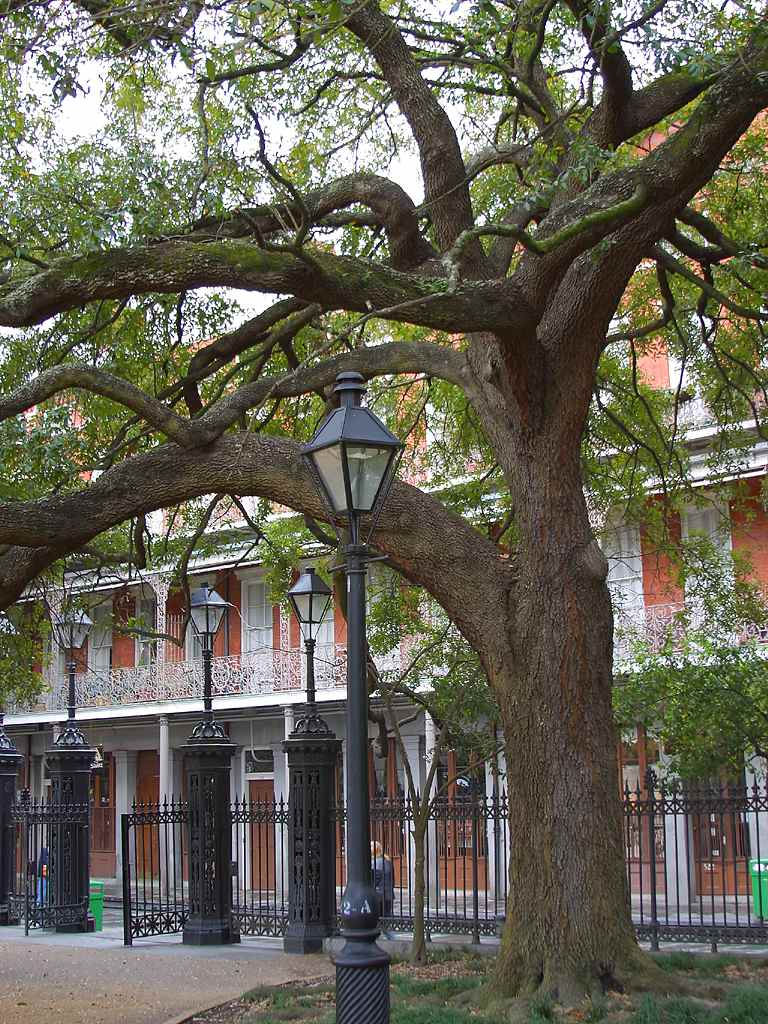
Jackson Square, La Nouvelle-Orléans

- George Washington Cable House - La Nouvelle-Orléans
- Maison de Kate Chopin - La Nouvelle-Orléans
- The Courthouse & Lawyers' Row - Clinton
- Delta Queen (river steamboat) - La Nouvelle-Orléans
- Deluge (firefighting tugboat) - La Nouvelle-Orléans
- Maison de James H. Dillard - La Nouvelle-Orléans
- Evergreen Plantation - Wallace
- Fort De La Boulaye - La Nouvelle-Orléans
- Fort Jackson - Triumph
- Fort Jesup - Many
- Gallier Hall - La Nouvelle-Orléans
- Gallier House - La Nouvelle-Orléans
- Garden District - La Nouvelle-Orléans
- Hermann-Grima House - La Nouvelle-Orléans
- Homeplace Plantation House - Hahnville
- Jackson Square - La Nouvelle-Orléans
- USS Kidd (DD-661) - Bâton-Rouge
- Lafitte's Blacksmith Shop - La Nouvelle-Orléans
- Longue Vue-La Nouvelle-Orléans
- Los Adaes - Robeline
- Louisiana State Bank Building - La Nouvelle-Orléans
- Capitole de l'État de Louisiane - Bâton-Rouge
- Madame John's Legacy - La Nouvelle-Orléans
- Madewood Plantation House - Napoleonville
- Magnolia Plantation - Derry
- Marksville Prehistoric Indian Site - Marksville
- Mayor Girod House - La Nouvelle-Orléans
- Natchitoches Historic District - Natchitoches
- New Orleans Cotton Exchange Building - La Nouvelle-Orléans

- Oak Alley Plantation - Vacherie
- Oakland Plantation - Natchez

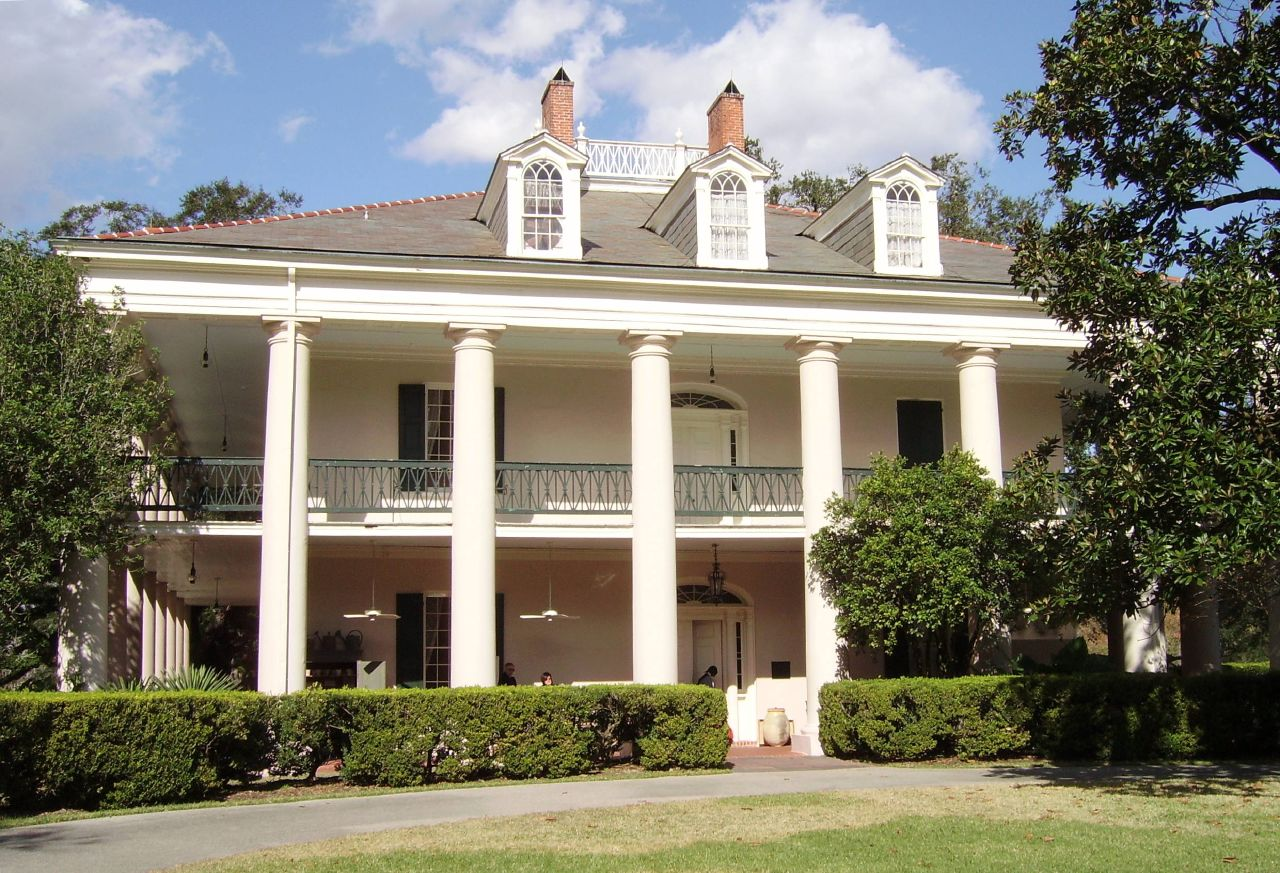
Oak Alley Plantation, Louisiane

- Old Louisiana State Capitol - Bâton-Rouge
- Parlange Plantation House - Mix
- Pontalba Buildings - La Nouvelle-Orléans
- Port Hudson - Port Hudson
- Poverty Point - Delhi
- The Presbytere - La Nouvelle-Orléans
- Rosedown Plantation-Saint Francisville
- Saint Alphonsus Church - La Nouvelle-Orléans
- San Francisco Plantation House - Reserve
- Shadows-on-the-Teche - La Nouvelle-Ibérie
- Shreveport Municipal Memorial Auditorium, Shreveport
- Shreveport Waterworks Pumping Station - Shreveport
- St. Mary's Assumption Church - La Nouvelle-Orléans
- St. Patrick's Church - La Nouvelle-Orléans
- United States Customhouse - La Nouvelle-Orléans
- United States Mint, New Orleans Branch - La Nouvelle-Orléans
- Ursuline Convent - La Nouvelle-Orléans
- Quartier historique du Vieux Carré - La Nouvelle-Orléans
- Maison Edward Douglass White - Thibodaux
- Yucca Plantation - Melrose

### Maine (40)
- Harriet Beecher Stowe House - Brunswick

### Maryland (73)
- Accokeek Creek Site - comté du Prince George
- Basilica of the National Shrine of the Assumption of the Blessed Virgin Mary
- Casselman Bridge - comté de Garrett
- Clara Barton House - Glen Echo
- Gaithersburg Latitude Observatory
- USCGC Taney - Baltimore
- USS Torsk - Baltimore
- Baltimore (remorqueur) - Baltimore
- Lightship Chesapeake - Baltimore
- Seven Foot Knoll Lighthouse - Baltimore
- Rachel Carson House - Silver Spring (Maryland)
- Chestertown Historic District - Chestertown, comté de Kent
- USS Constellation - Baltimore
- Fort Frederick - Washington Co.
- Gaithersburg Latitude Observatory - comté de Montgomery
- First Unitarian Church - Baltimore
- Habre-de-venture - comté de Charles
- Hammond-Harwood House - comté d'Anne Arundel
- London Town Publik House - comté d'Anne Arundel
- Maryland Statehouse - Annapolis
- Monocacy Battlefield - comté de Frederick
- Montpelier - comté du Prince George
- Mount Vernon Place Historic District - Baltimore
- Mount Royal Station & Trainshed - Baltimore
- Old Lock Pump House, Chesapeake & Delaware Canal - comté de Cecil
- William Paca House - Annapolis
- Resurrection Manor - comté de Saint Mary
- Spacecraft Magnetic Test Facility - Greenbelt
- Star-Spangled Banner Flag House - Baltimore
- Thomas Point Shoal Lightstation - comté d'Anne Arundel
- Thomas Viaduct, Baltimore and Ohio Railroad - comté de Baltimore & comté de Howard
- Tolson's Chapel and School - Sharpsburg
- Wye House - comté de Talbot
- Whitehall - Annapolis
- Whitney M. Young, Jr. Birthplace - Simpsonville
- Whittaker Chambers Farm - Westminster, comté de Carroll

### Massachusetts (177)
- African Meeting House - Boston
- Boston Common
- Monument de la bataille de Bunker Hill - Boston
- Emily Dickinson Home - Amherst
- Faneuil Hall - Boston
- Fort Warren - port de Boston
- Maison de Frederick Law Olmsted - Brookline
- Stade de l'université Harvard - Boston
- Jacob's Pillow - Becket (Massachusetts)
- Lieu de naissance de John Adams - Quincy
- Lieu de naissance de John F. Kennedy - Brookline
- Lieu de naissance de John Quincy Adams - Quincy
- Site historique de Longfellow - Cambridge
- Lexington Green
- Quartier historique de Lowell
- Lydia Pinkham House, à Lynn
- Mary Baker Eddy House à Lynn
- Massachusetts General Hospital - Boston
- Massachusetts Hall, université Harvard - Cambridge
- Memorial Hall, université Harvard - Cambridge
- Quartier historique de Nantucket
- Bateau-phare Nantucket (LV-112) - Boston
- New Bedford Whaling National Historical Park - New Bedford
- Quartier historique du vieux Deerfield
- Maison d'Oliver Wendell Holmes - Beverly
- Quincy Market - Boston

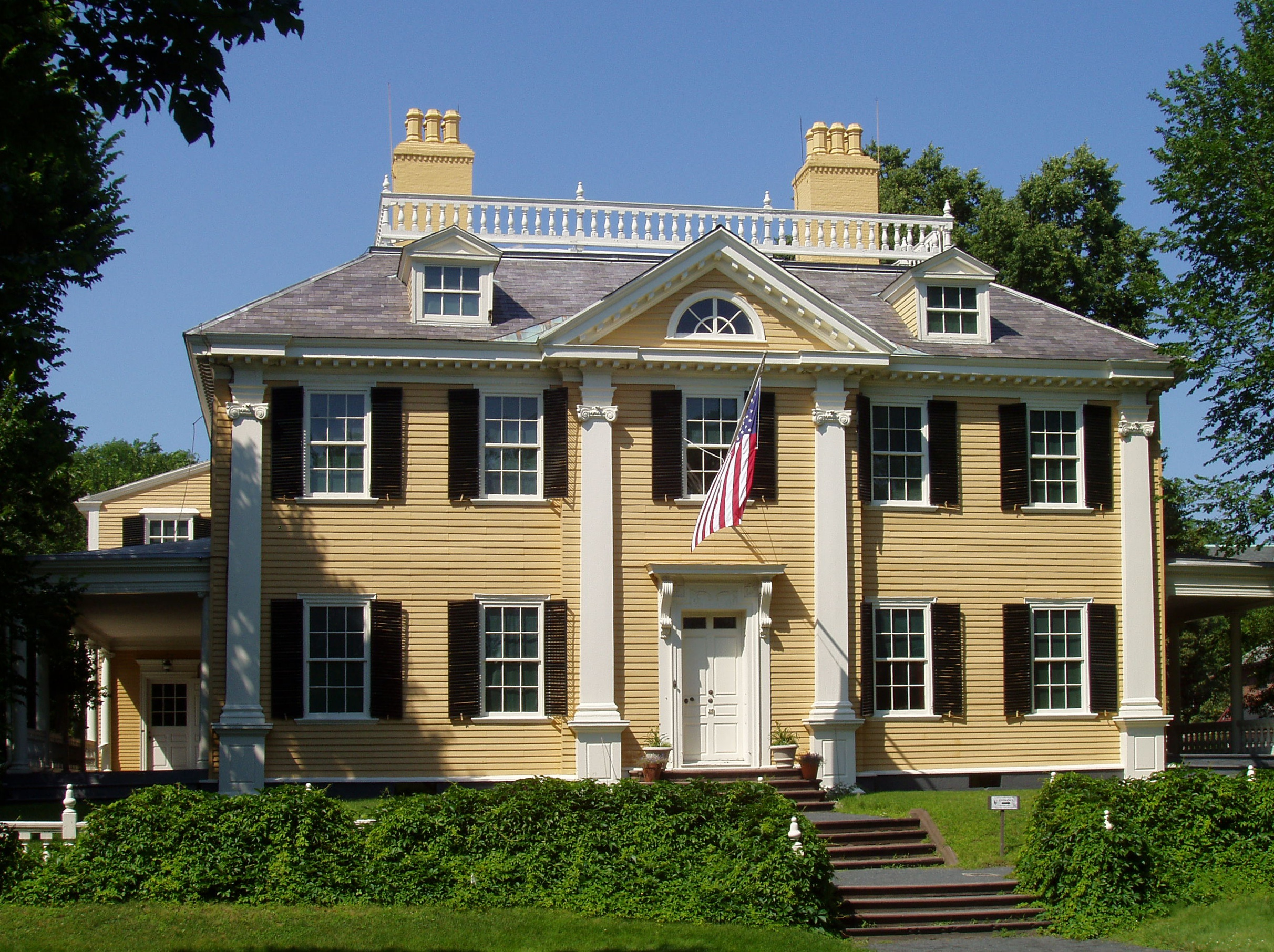
Site historique de Longfellow, 1759

- Maison de Ralph Waldo Emerson - Concord
- Plage de Revere
- Saugus Iron Works
- Schooner Ernestina - New Bedford
- Sever Hall, université Harvard - Cambridge
- University Hall, université Harvard - Cambridge
- USS Constitution - Boston
- USS Massachusetts - Fall River
- Walden Pond (étang de Walden) - Concord depuis 1962
- The Wayside - Concord
- Maison d'enfance de W.E.B. Dubois - Great Barrington
- Wesleyan Grove (« the Campground »), Oak Bluffs, Martha's Vineyard - créé en 2005
- Maison de William Lloyd Garrison - Boston
- Maison de William Monroe Trotter - Dorchester
- Antiquarian Hall, bibliothèque à Worcester

### Michigan (34)
- Cranbrook Educational Community - Bloomfield Hills
- Fort Michilimackinac - Mackinaw City
- Grand Hotel - Mackinac Island
- The Henry Ford Museum - Dearborn
- Highland Park Ford Plant - Highland Park
- Mackinac Island
- USS Silversides - Muskegon
- St. Ignace Mission - Saint-Ignace (Michigan)

### Minnesota (22)
- F. Scott Fitzgerald House - Saint Paul
- Fort Snelling Historic District - Comté de Hennepin
- James J. Hill House - Saint Paul
- Hull-Rust-Mahoning Mine - Hibbing
- Kathio Historic District - Kathio Township
- Frank B. Kellogg House - Saint Paul
- Oliver Hudson Kelly Farmstead - Elk River
- Sinclair Lewis Boyhood Home - Sauk Centre
- Charles A. Lindbergh House - Saint Paul
- Mickey's Diner - Saint Paul
- Mountain Iron Mine - Mountain Iron
- National Farmer's Bank of Owatonna - Owatonna
- Peavy-Haglin Experimental Concrete Grain Elevator - Saint Louis Park
- Pillsbury A Mill - Minneapolis
- Plummer Building et 1914 Building - Rochester
- O.E. Rolvaag House - Northfield
- Saint Croix Boomsite - Stillwater Township
- Parc d'État de Saint Croix - Comté de Pine
- Soudan Mine - Breitung Township
- Thomas Veblen Farmstead - Wheelen Township
- Andrew J. Volstead House - Granite Falls
- Washburn A Mill Complex - Minneapolis

### Mississippi (37)
- William Faulkner House, Oxford
- Warren County Courthouse, Vicksburg

### Missouri (35)

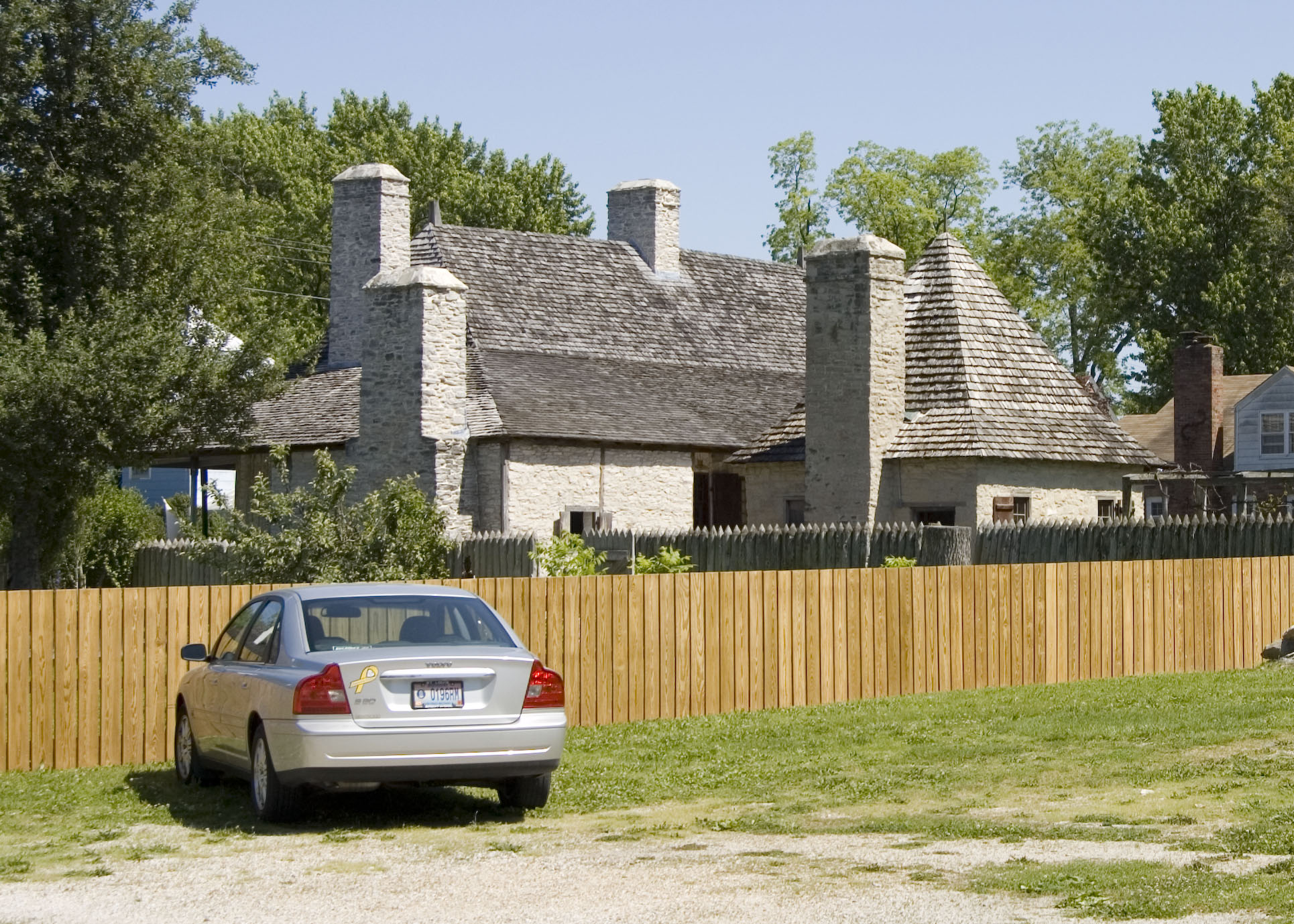
Maison Bolduc, Sainte-Geneviève (Missouri).

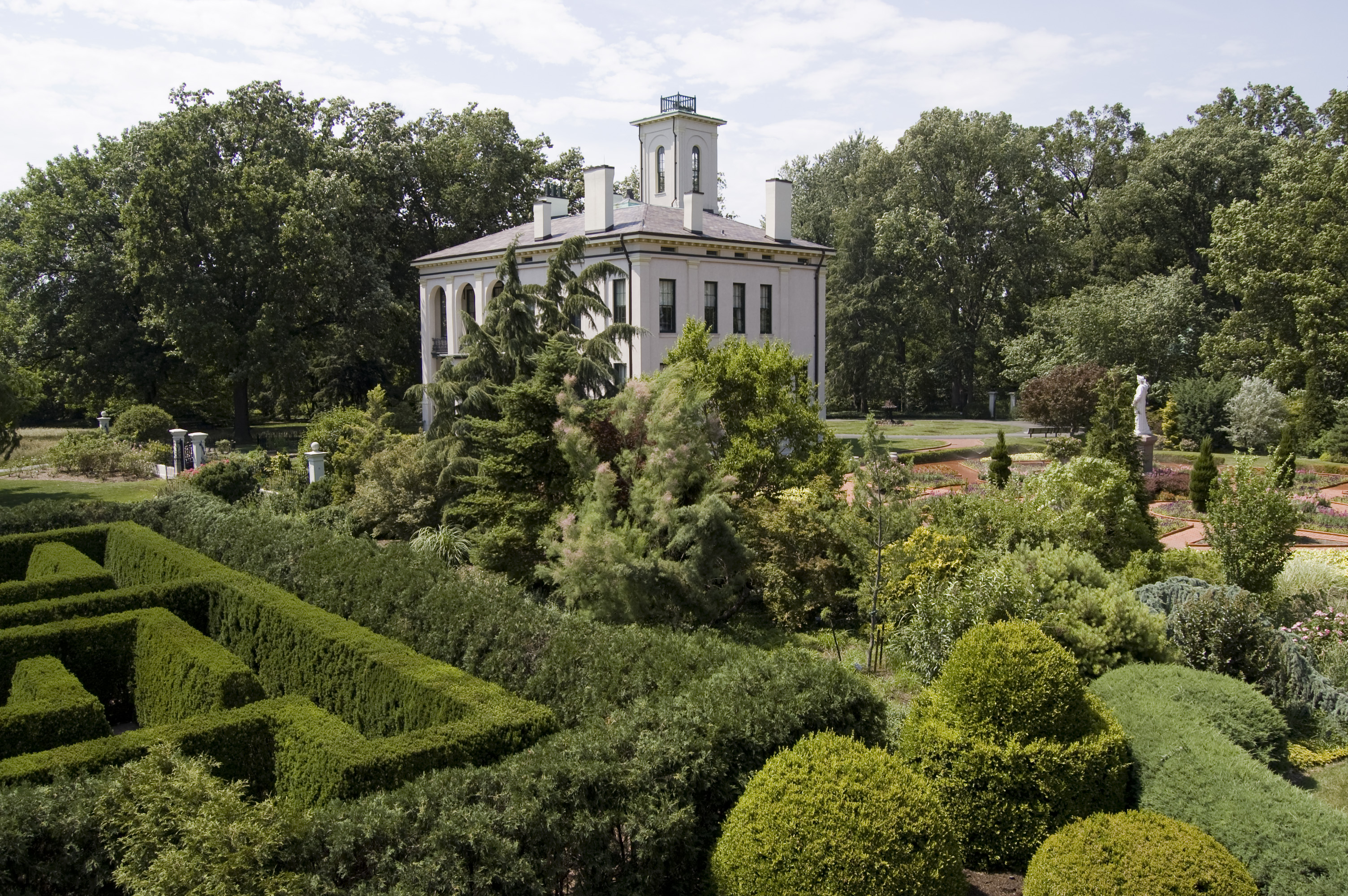
Missouri Botanical Garden.

- Anheuser-Busch Brewery - Saint-Louis ;
- Arrow Rock - Arrow Rock ;
- Carrington Osage Village Sites - comté de Vernon ;
- Christ Church Cathedral - Saint-Louis ;
- Champ Clark House - Bowling Green ;
- Eads Bridge - Saint-Louis ;
- Fort Osage - comté de Jackson ;
- Gateway Arch - Saint-Louis ;
- General John J. Pershing Boyhood Home - Laclede ;
- George Caleb Bingham House - Arrow Rock ;
- Goldenrod (showboat) - Saint-Louis ;
- Graham Cave - comté de Montgomery ;
- Harry S. Truman Historic District - Independence ;
- Harry S. Truman Farm Home - Grandview ;
- Joseph Erlanger House - Saint-Louis ;
- Laura Ingalls Wilder House - Mansfield ;
- Louis Bolduc House - Sainte-Geneviève ;
- Mark Twain Boyhood Home - Hannibal ;
- Missouri Botanical Garden - Saint-Louis ;
- Mutual Musicians Association Building - Kansas City ;
- Patee Hall - Saint Joseph ;
- Research Cave - comté de Callaway ;
- Ste. Genevieve Historical District - Sainte-Geneviève ;
- Sanborn Field and Soil Erosion Plots - Columbia ;
- Scott Joplin Residence - Saint-Louis ;
- Shelly House - Saint-Louis ;
- Tower Grove Park - Saint-Louis ;
- Union Station - Saint-Louis ;
- United States Custom House and Post Office - Saint-Louis ;
- Utz Site - comté de Saline ;
- Wainwright Building - Saint-Louis ;
- Université Washington de Saint-Louis Hilltop Campus Historical District - Saint-Louis ;
- Watkins Mill - comté de Clay ;
- Westminster College Gymnasium - Fulton ;
- White Haven - Grantwood Village.

### Montana (23)
- Bannack Historic District

### Nebraska (20)
- Ash Hollow Cave, comté de Garden
- William Jennings Bryan House, Lincoln
- Captain Meriwether Lewis (Dustpan dredge), Brownville
- Willa Cather House, Red Cloud
- Coufal Site, comté de Howard
- Father Flanagan's Boys' Home, Boys Town
- Fort Atkinson, comté de Washington
- Fort Robinson et Red Cloud Agency, Comté de Dawes et comté de Sioux
- USS Hazard, Omaha
- Leary Site, comté de Richardson
- J. Sterling Morton House, Nebraska City
- Capitole de l'État du Nebraska, Lincoln
- George W. Norris House, McCook
- Palmer Site, comté de Merrick
- Dr Susan La Flesche Picotte Memorial Hospital, Walthill
- Pike Pawnee Village Site, comté de Webster
- Robidoux Pass, comté de Scotts Bluff
- Schultz Site, comté de Valley
- Signal Butte, comté de Scotts Bluff
- Walker Gilmore Site, comté de Cass

### Nevada (6)
- Hoover Dam
- Virginia City Historic District

### New Hampshire (22)
- Canterbury Shaker Village
- Daniel Webster Family Home - West Franklin
- E. E. Cummings House - Silver Lake
- Franklin Pierce Homestead - Hillsborough
- Josiah Bartlett House - Kingston
- Robert Frost Homestead - Derry
- MacDowell Colony, colonie d'artistes - Peterborough

### New Jersey (53)
- Hangar No. 1, Lakehurst Naval Air Station, comté d'Ocean
- Lucy the Margate Elephant - Margate City
- Craftsman Farms, Parsippany

### New York (253)
- 69th Regiment Armory - New York
- Adirondack Forest Preserve
- African Burial Ground - New York
- American Stock Exchange - New York
- Andrew Carnegie Mansion - New York
- Bartow-Pell Mansion - New York
- Brooklyn Bridge - New York
- Buffalo State Hospital - Buffalo
- Carnegie Hall - New York
- Central Park - New York
- Central Synagogue - New York
- Chautauqua Historic District - Chautaqua
- Chester A. Arthur House - New York
- Chrysler Building - New York
- City Hall - New York
- Conference House - New York
- Cooper Union - New York
- Cyclone (Coney Island) - New York
- Duke Ellington Residence - New York
- Eldridge Street Synagogue - New York
- Empire State Building - New York
- Equitable Building - New York
- Canal Érié - Fort Hunter
- Flatiron Building - New York
- Fort Stanwix - Rome
- Fort Ticonderoga - Ticonderoga
- Geneseo Historic District - Geneseo (New York)
- George Eastman House - Rochester
- Governors Island - New York
- Grand Central Terminal - New York
- Hamilton Fish House - New York
- Holland Tunnel - New York
- Hudson River Historic District - Staatsburg
- John Philip Sousa House - Port Washington
- Louis Armstrong House - New York
- Lower East Side Tenement National Historic Site
- Metropolitan Museum of Art - New York
- Mohonk Mountain House New Paltz
- New York Botanical Garden - New York
- New York Cotton Exchange - New York
- New York Public Library - New York
- New York State Inebriate Asylum - Binghamton
- New York Stock Exchange - New York
- Old Main, Vassar College - Poughkeepsie
- Paul Robeson Residence - New York
- Pupin Physics Laboratory, université Columbia - New York
- Quarters A
- Rhinelander Mansion - New York
- Rockefeller Center - New York
- Charles Scribner's Sons Building - New York
- Soho Cast Iron Historic District - New York
- Statue de la Liberté - New York
- Surrogate's Court - New York
- Susan B. Anthony House - Rochester
- Trinity Church - Manhattan
- Troy Savings Bank - Troy
- Union Square - New York
- United Charities Building - New York
- United States Military Academy - West Point
- Utica State Hospital, Main Building - Utica
- Vassar College Observatory - Poughkeepsie
- Watervliet Arsenal - Watervliet
- Woolworth Building - New York

### Nouveau-Mexique (42)
- Acoma Pueblo
- Pueblo de Taos
- Trinity site
- Laboratoire national de Los Alamos
- Quartier historique de Lincoln

### Ohio (67)
- Carew Tower - Cincinnati
- Cleveland Arcade - Cleveland
- Isaac M. Wise Temple - Cincinnati
- James A. Garfield home - Mentor
- Kirtland Temple - Kirtland
- Oberlin College - Oberlin
- Tappan Square - Oberlin
- Ohio and Erie Canal - Valley View
- Ohio Statehouse - Columbus
- Serpent Mound - comté d'Adams
- Thomas Edison birthplace - Milan
- Ulysses S. Grant boyhood home - Georgetown
- Warren G. Harding home - Marion
- William McKinley tomb - Canton
- Wright Cycle Company - Dayton
- John Rankin home - Ripley
- Prison et fort de la guerre civile de l'île Johnson

### Oklahoma (19)
- Boston Avenue Methodist Church
- Boley Historic District
- Guthrie Historic District

### Oregon (15)
- Bonneville Dam Historic District
- Columbia River Highway
- Deady et Villard Hall, University of Oregon
- Pioneer Courthouse (next to Pioneer Courthouse Square), Portland
- Timberline Lodge, Mont Hood

### Pennsylvanie (152)
- Elfreth's Alley
- Fallingwater - Stewart Township
- First Bank of the United States - Philadelphie
- Fonthill - Doylestown
- Fort Mifflin - Philadelphie
- Leap-The-Dips - Altoona
- Philadelphia City Hall
- Philadelphia Savings Fund Society (PSFS) Building
- Second Bank of the United States - Philadelphie
- Wanamaker's pipe organ - Philadelphie

### Rhode Island (42)
- The Breakers - Newport
- The Elms - Newport
- Fort Adams - Newport
- Kingscote - Newport
- Newport Casino
- Newport Historic District
- University Hall, université Brown - Providence
- Ocean Drive Historic District - Newport

### Tennessee (28)
- Fort Loudon, Vonore
- James K. Polk House, Columbia
- Ryman Auditorium, Nashville
- Hermitage Hotel, Nashville
- Graceland, Memphis

### Texas (47)
- The Alamo - San Antonio

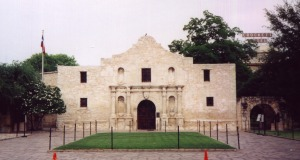
The Alamo.

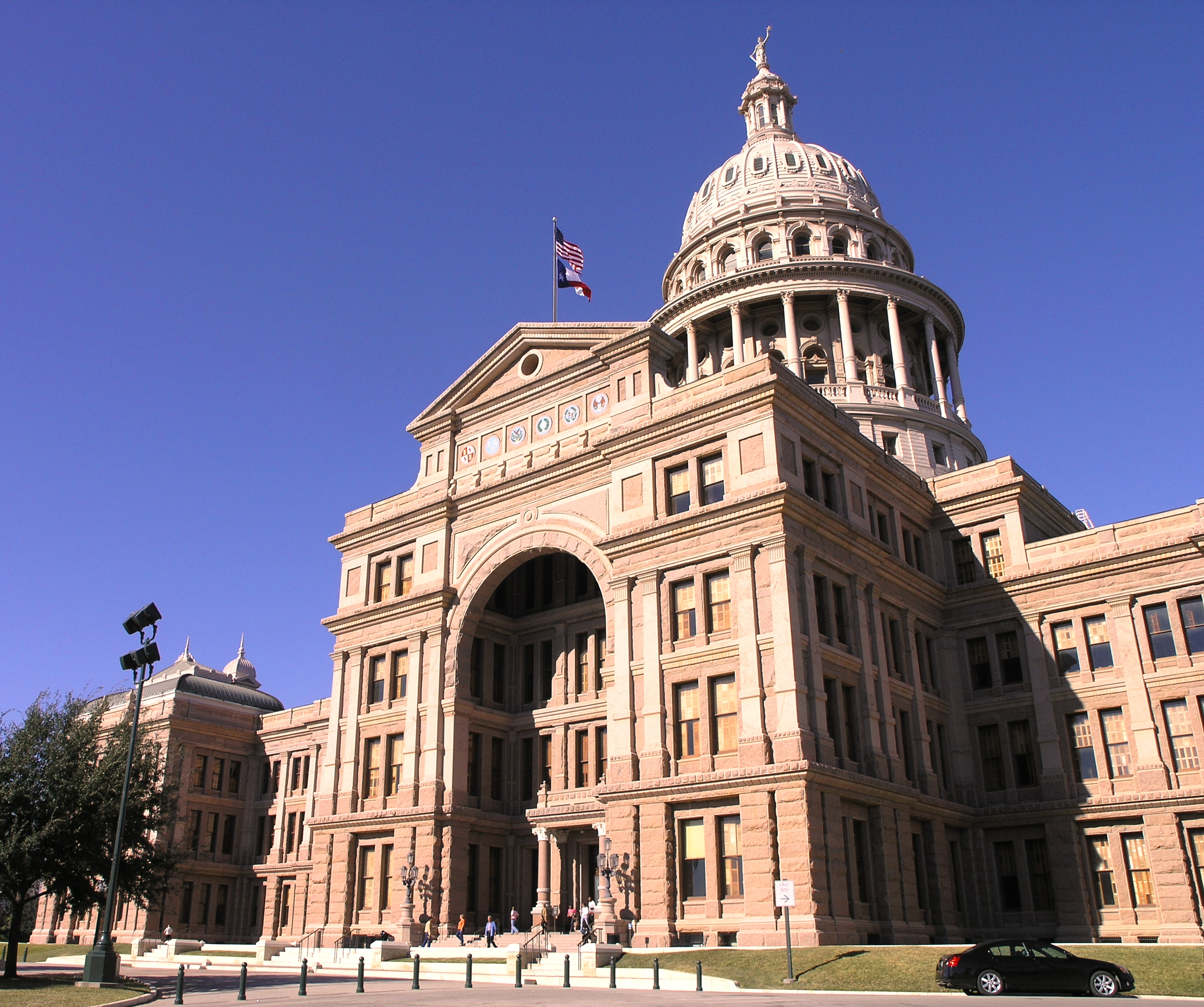
Capitole de l'État du Texas.

- Apollo Mission Control Center - Houston
- Bastrop State Park
- Dealey Plaza Historic District
- East End Historic District - Galveston
- Elissa (BARK) - Galveston
- Espada Aqueduct - San Antonio
- Fair Park Texas Centennial Buildings - Dallas
- Fort Belknap
- Fort Brown
- Fort Concho - San Angelo
- Fort Davis
- Fort Richardson
- Fort Sam Houston
- John Nance Garner House - Uvalde
- Governor's Mansion - Austin
- HA. 19 (sous-marin de poche) - Fredericksburg
- Hangar 9, Brooks Airforce Base - San Antonio
- Harrell Site - South Bend
- Highland Park Shopping Village - Highland Park
- J A Ranch (Goodnight Ranch)
- John Nance Garner House - Uvalde
- Lyndon Baines Johnson Boyhood home - Johnson City
- King Ranch
- Landergin Mesa - Vega
- Lubbock Lake - Lubbock
- Majestic Theatre - San Antonio
- Mission Concepcion - San Antonio
- Palmito Ranch Battlefield - Brownsville
- Palo Alto Battlefield - Brownsville
- Plainview Site - Plainview
- Porter Farm - Terrell
- Presidio Nuestra Senora De Loreto De La Bahia - Goliad
- Randolph Field Historic District - San Antonio
- Resaca De La Palma Battlefield - Brownsville
- Roma Historic District - Roma
- Samuel Rayburn House - Bonham
- San Jacinto Battlefield - Houston
- Space Environment Simulation Laboratory - Houston
- Spanish Governor's Palace - San Antonio
- Spindletop Oilfield - Beaumont
- Strand Historic District - Galveston
- Capitole de l'État du Texas - Austin
- Trevino-Uribe Rancho - San Ygnacio
- USS Lexington (CV-16) - Corpus Christi
- USS Texas (BB-35) - Houston
- Woodland - Huntsville

### Utah (12)
- Temple Square, Salt Lake City

### Vermont (17)
- Calvin Coolidge Homestead District - Plymouth Notch
- Robert Frost Farm - Ripton
- Rockingham Meeting House
- Shelburne Farms - Shelburne (Vermont)
- Socialist Labor Party Hall - Barre
- Saint Johnsbury Athenaeum

### Virginie (118)
- Adam Thoroughgood House, à Virginia Beach
- Alexandria Historic District, Alexandria - créé en 1966
- Bon Air Historic District
- Barracks of the Virginia Military Institute, Lexington - créé en 1965
- Plantation Berkeley, comté de Charles City - créé en 1971
- Bruton Parish Church, Williamsburg - créé en 1970
- Camp Hoover, Graves Mill - créé en 1988
- Drydock Number One
- Phare du cap Henry, Virginia Beach - créé en 1964
- Charles Richard Drew House, comté d'Arlington - 1976
- George Washington Boyhood Home Site - Fredericksburg
- George Washington Masonic National Memorial, Alexandria (Virginie) - créé en 1932
- James Monroe Law Office - Fredericksburg
- James Monroe Tomb - Richmond
- Pentagone - Arlington
- Rotunda, université de Virginie - Charlottesville
- Richmond City Hall
- Natural Bridge - near Lexington
- Virginia Military Institute Historic District - Lexington
- Washington and Lee University Historic District - Lexington
- Waterford Historic District
- Williamsburg Historic District
- Woodrow Wilson Birthplace - Staunton
- Wren Building - Collège de William et Mary, Williamsburg
- Stabler-Leadbeater Apothecary Shop, ancienne apothicairerie, à Alexandria, créée en 2021.

### Virginie-Occidentale (16)
- International Mother's Day Shrine (Andrews Methodist Episcopal Church), Grafton - créé en 1992
- Baltimore and Ohio Railroad Martinsburg Shops, Martinsburg - créé en 2003
- Campbell Mansion Historic District, Bethany - créé en 1994
- Clover Site, Lesage - créé en 1992
- Davis and Elkins Historic District, Elkins - créé en 1988
- Elkins Coal & Coke Company Historic District, Bretz - créé en 1983
- Grave Creek Mound, Moundsville - créé en 1964
- The Greenbrier, White Sulphur Springs - créé en 1990
- Matewan Historic District, Matewan - créé en 1997
- Old Main, Bethany College, Bethany - créé en 1990
- Reber Radio Telescope, Green Bank - créé en 1989
- Traveller's Rest, Kearneysville - créé en 1972
- Wade House, Morgantown - créé en 1965
- West Virginia Independence Hall, Wheeling - créé en 1988
- Weston Hospital Main Building, Weston - créé en 1990
- Wheeling Suspension Bridge, Wheeling - créé en 1975

### Washington (22)

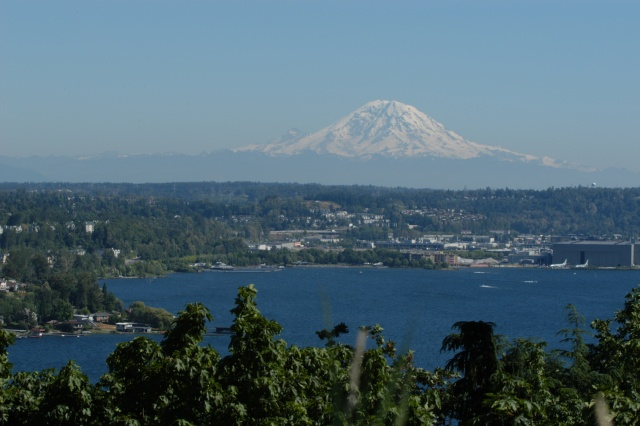
Parc national de Mount Rainier.

- American and English Camps, San Juan Island - créé en 1961
- Bonneville Dam Historical District (shared with Oregon), comté de Skamania - créé en 1987
- Parc national de Mount Rainier, comté de Pierce et comté de Lewis - créé en 1997
- Puget Sound Naval Shipyard, Bremerton - créé en 1992
- Arthur Foss, Seattle - créé en 1989

### Wisconsin (36)
- Administration Building and Research Tower, S.C. Johnson Company, Racine - créé en 1976
- Aztalan State Park, Aztalan - créé en 1964
- Namur Historic District - créé en 1990
- Second Fort Crawford Military Hospital, Prairie du Chien - créé en 1960
- Taliesin (studio), Spring Green - créé en 1976
- USS Cobia, Manitowoc - créé en 1986
- Capitole de l'État du Wisconsin, Madison - créé en 2001
- Arboretum de l'université du Wisconsin - créé en 2019

### Wyoming (21)
- Expedition Island, Green River - créé en 1968
- Fort D.A. Russell, Cheyenne - créé en 1975
- Fort Phil Kearny and associated sites, comté de Johnson - créé en 1960
- Fort Yellowstone, comté de Park - créé en 2003
- Independence Rock, comté de Natrona - créé en 1961
- Old Faithful Inn, comté de Teton - créé en 1987
- South Pass, comté de Fremont - créé en 1961
- Capitole de l'État du Wyoming, Cheyenne - créé en 1987

## Autres National Historic Landmarks des États-Unis d'Amérique
Les zones insulaires et autres sites suivants font partie des sites du National Historic Landmarks:

### Samoa américaines (2)
- Government House, Pago Pago

### District de Columbia (72)
- Arts and Industries Building, Smithsonian Institution
- Blair House
- District of Columbia City Hall
- Gallaudet College
- Georgetown Historic District
- La Bibliothèque du Congrès
- Marine Barracks, Washington, D.C.
- National War College
- The Octagon House
- Samuel Gompers House
- Le bâtiment de la Smithsonian Institution
- Le bâtiment de la Cour suprême des États-Unis d'Amérique
- Le Capitole des États-Unis d'Amérique
- Le Volta Laboratory and Bureau d'Alexander Graham Bell
- Cathédrale nationale de Washington
- La Maison-Blanche
- Woodrow Wilson House

### République des îles Marshall (2)
- Roi-Namur, Kwajalein

### États fédérés de Micronésie (2)
- Nan Madol

### Îles Midway (1)
- World War II facilities

### Royaume du Maroc (1)
- Légation américaine de Tanger

### Commonwealth desîles Mariannes du Nord(2)
- Landing Beaches, Saipan

### Palaos (1)
- champs de bataille de Peleliu, Peleliu

### Porto Rico (4)
- Caparra Archaelogical Site, Guaynabo

### Îles Vierges américaines (5)
- Site d'accostage de Christophe Colomb, Sainte-Croix

### Wake (1)
- Wake